# Willy Kiwitz
Willy Kiwitz, auch Willi (* 3. Januar 1896 in Krefeld; † 6. September 1978 in Karlsruhe), war ein deutscher Maler und Grafiker.

## Leben und Werk
Kiwitz besuchte von 1916 bis 1917 die Malschule von Heinrich Knirr in München. 1924 beendete er die Ausbildung zum Graveurmeister. Von 1924 bis 1932 studierte er an der Badischen Landeskunstschule in Karlsruhe (jetzt Staatliche Akademie der Bildenden Künste Karlsruhe), wo er Schüler von Walter Conz und Albert Haueisen war. Im Jahr 1928 entstand u. a. der erhaltene Kupferstich „Lisa“.
1933 eröffnete er in Essen eine eigene Mal- und Zeichenschule, die 1934 wieder geschlossen wurde.
1937 wurden in der Nazi-Aktion „Entartete Kunst“ eine große Anzahl seiner Arbeiten aus der Städtischen Kunstsammlung Duisburg und der Deutschen Graphikschau in Görlitz beschlagnahmt und zum größten Teil vernichtet.
Kiwitz lebte vor dem Zweiten Weltkrieg mit seinen Kollegen Burcardo Baier und Bernhard Becker in einer Hausgemeinschaft in der Karlsruher Stephanienstraße. 1943 wurde sein Atelier in der Bismarckstraße zum Treffpunkt für Maler während der Fronturlaube.
Von 1947 bis 1948 lehrte er an den Kunstwerkstätten in Darmstadt. Von 1959 bis 1965 gab er Unterricht im Aktzeichnen in Karlsruhe, wo er in der Bismarckstraße ein Atelier hatte, das er 1966 aufgab und in den Stadtteil Mühlburg zog, wo er bis zu seinem Tod lebte. Kiwitz war Gründer der „Jungen Gruppe Baden“ und Mitglied der Badischen Secession.
Sein malerischer Schwerpunkt waren die figürliche und die Landschaftsmalerei.
In der Datenbank „Gemälde in Museen – Deutschland, Österreich, Schweiz Online“ des Verlags de Gruyter Saur sind 19 Werke Kiwitz' in bekannten Museen gelistet (Stand: November 2017).

## Ausstellungen (Auswahl)
- 1953: Dritte Deutsche Kunstausstellung, Dresden
- 1954: Badischer Kunstverein
- 1955: Frühjahrsausstellung der Deutschen Akademie der Künste, Berlin
- 1982 (posthum): Städtische Galerie im Prinz-Max-Palais, Karlsruhe
- 2011 (posthum): Städtische Galerie Karlsruhe, Kulturnetzwerk Mühlberg, Karlsruhe-Mühlburg

## Auszeichnungen und Ehrungen
- 1929: Grafikpreis, Badisches Kultusministerium[1]
- 1953: Kulturpreis für Malerei und Zeichnungen, Stadt Karlsruhe[1]
- 1979: Rosmarien Weber-Markert gestaltet das „Requiem für Gertrud und Willy Kiwitz“, ein großformatiges gerahmtes Ölgemälde[6]